# Vauxs gierzwaluw
Vauxs gierzwaluw (Chaetura vauxi) is een vogel uit de familie Apodidae (gierzwaluwen). Hij is door de Amerikaanse ornitholoog John Kirk Townsend genoemd naar zijn vriend William Sansom Vaux, een mineraloog. 

## Verspreiding en leefgebied
Deze soort komt voor van westelijk Canada tot noordelijk Zuid-Amerika en telt zeven ondersoorten:
- C. v. vauxi: van westelijk Canada tot de zuidwestelijke Verenigde Staten.
- C. v. tamaulipensis: oostelijk Mexico.
- C. v. richmondi: van zuidelijk Mexico tot Costa Rica.
- C. v. warneri: westelijk Mexico.
- C. v. gaumeri: Yucatán en Cozumel (Mexico).
- C. v. ochropygia: oostelijk Panama.
- C. v. aphanes: noordelijk Venezuela.

## Status
De totale populatie is in 2019 geschat op 860 duizend volwassen vogels. Op de Rode lijst van de IUCN heeft deze soort de status niet bedreigd.

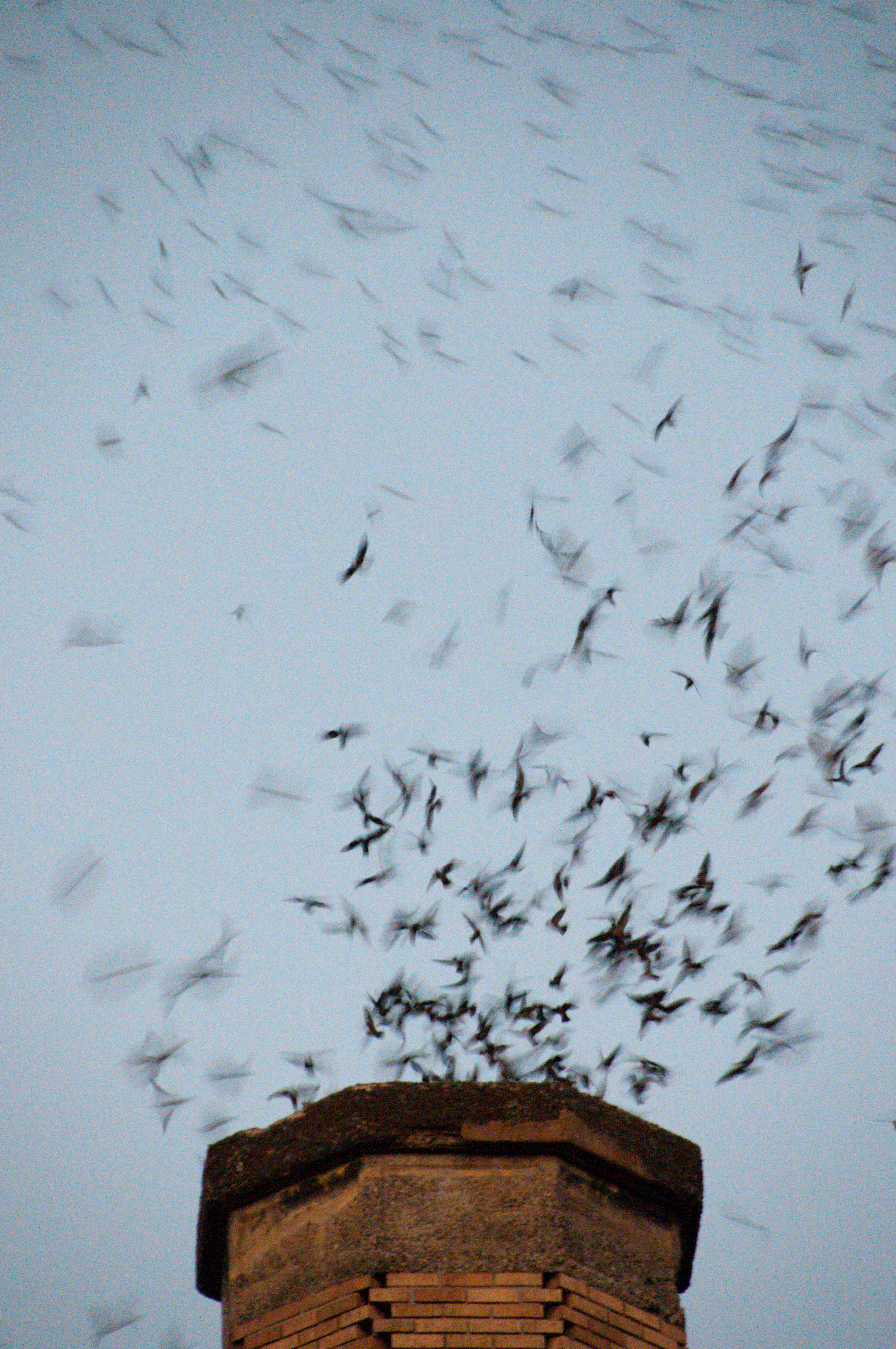
Zwaluwen cirkelen rond de schoorsteen van een school in Portland, alvorens erin te duiken om te overnachten.

## Trivia
Vauxs gierzwaluw overnacht graag in een holle boom. Nadat veel natuurlijke overnachtingsplaatsen in de omgeving waren verdwenen koos een groep van duizenden vogels de schoorsteen van een lagere school in de Amerikaanse stad Portland als overnachtingsplaats tijdens hun jaarlijkse migratie naar het zuiden. Het jaarlijks terugkerende fenomeen is een lokale bezienswaardigheid geworden, en na enkele jaren afgezien te hebben van verwarming in de herfst heeft de school een nieuw verwarmingssysteem in gebruik genomen om de bewoonde schoorsteen niet meer te hoeven gebruiken.